# 原型飛行
原型飞行（Protoflight）是一个“原型”和“飞行硬件”组成的混成词。按照美国宇航局《NASA-STD-7002A》技术标准定义，它指的是一种策略，其中没有专门的测试鉴定规程，所有生产的（飞行）硬件都是为了飞行。使用原型飞行模式程序的一个示例是火星轨道器激光高度计项目。
与全面鉴定测试程序相比，原型飞行模式具有更高的技术风险，因为它在硬件的预期寿命周期内，尚未被证明具备相应的能力，但它又是一种技术开发设计过程，采用了某些原型飞行项目或任务所需的更高风险容忍度、敏捷管理做法以及快速应变能力

## 示例
- 大气层再入试验飞行器